# Peter Pan's Flight
Peter Pan's Flight is een hangende darkride in de attractieparken Disneyland Park (Anaheim), Magic Kingdom, Tokyo Disneyland, Disneyland Park (Parijs) en Shanghai Disneyland. De attractie is in alle vijf de parken te vinden in Fantasyland. Het verhaal, de muziek en de illustraties zijn gebaseerd op Walt Disney's Peter Pan, een animatiefilm gebaseerd op het boek Peter Pan van J.M. Barrie.

## Rit
De rit wordt afgelegd in gondels die aan een rails hangen, waardoor bezoekers over de scènes heen 'vliegen'. Qua opzet is de darkride in elk Disney-park vrijwel hetzelfde en wordt globaal het verhaal van Peter Pan verteld. De rit begint in een slaapkamer waar Peter Pan een aantal kinderen laat zweven. De gondel zweeft vanuit de kamer over de stad Londen in modelbouw. Zo staan er miniatuurobjecten van de Tower Bridge en het Palace of Westminster. De gondels varen vervolgens over Neverland, waarna de bezoekers hier terechtkomen. De gondels zweven langs piratenschepen en rotsformaties. Hier spelen zich diverse gebeurtenissen af tussen Peter Pan, de kinderen en Kapitein Haak. In de laatste scène wordt kapitein Haak verslagen, waarna de hoofdrolspeler als animatronic bij elkaar staan.

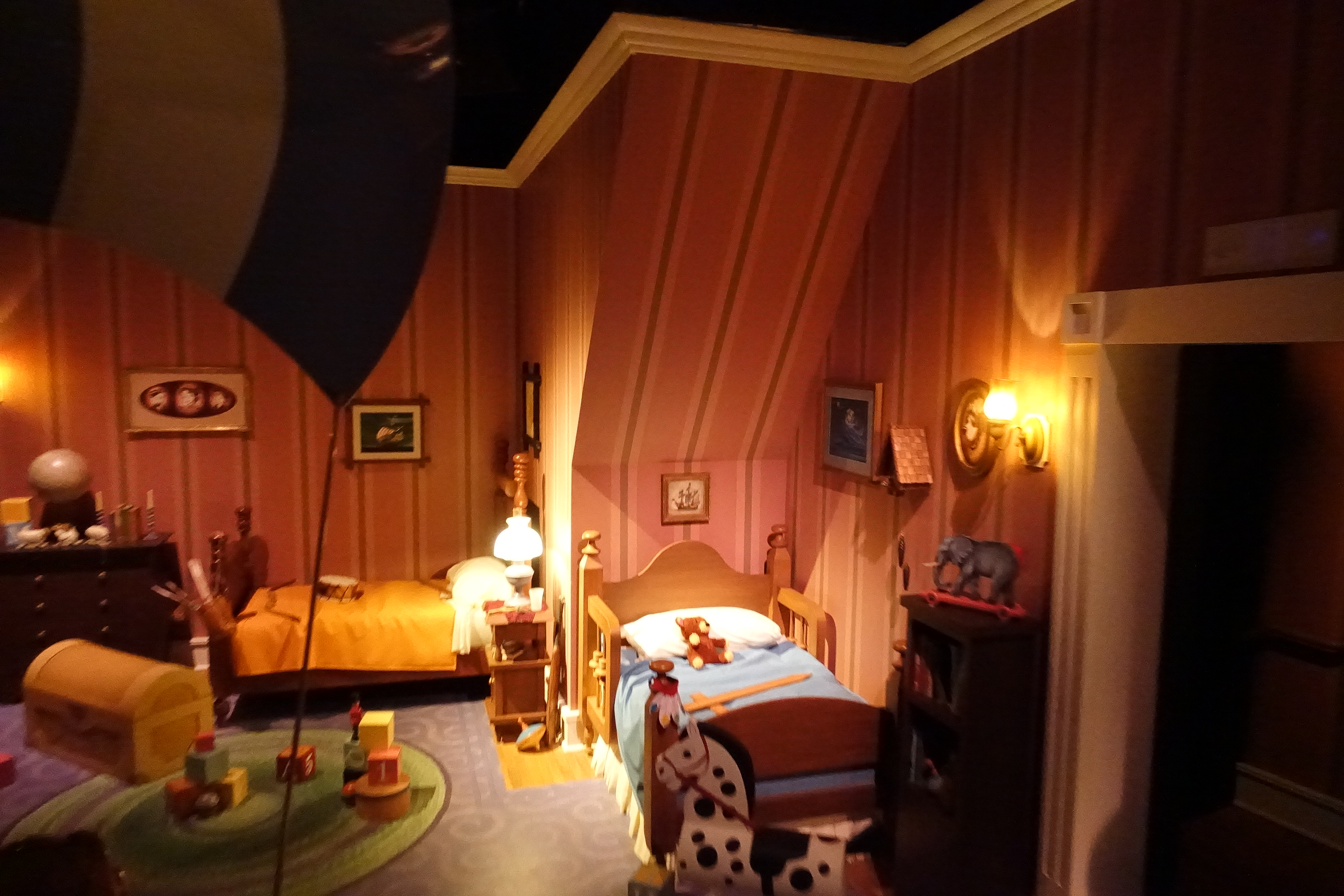
Huiskamerscène
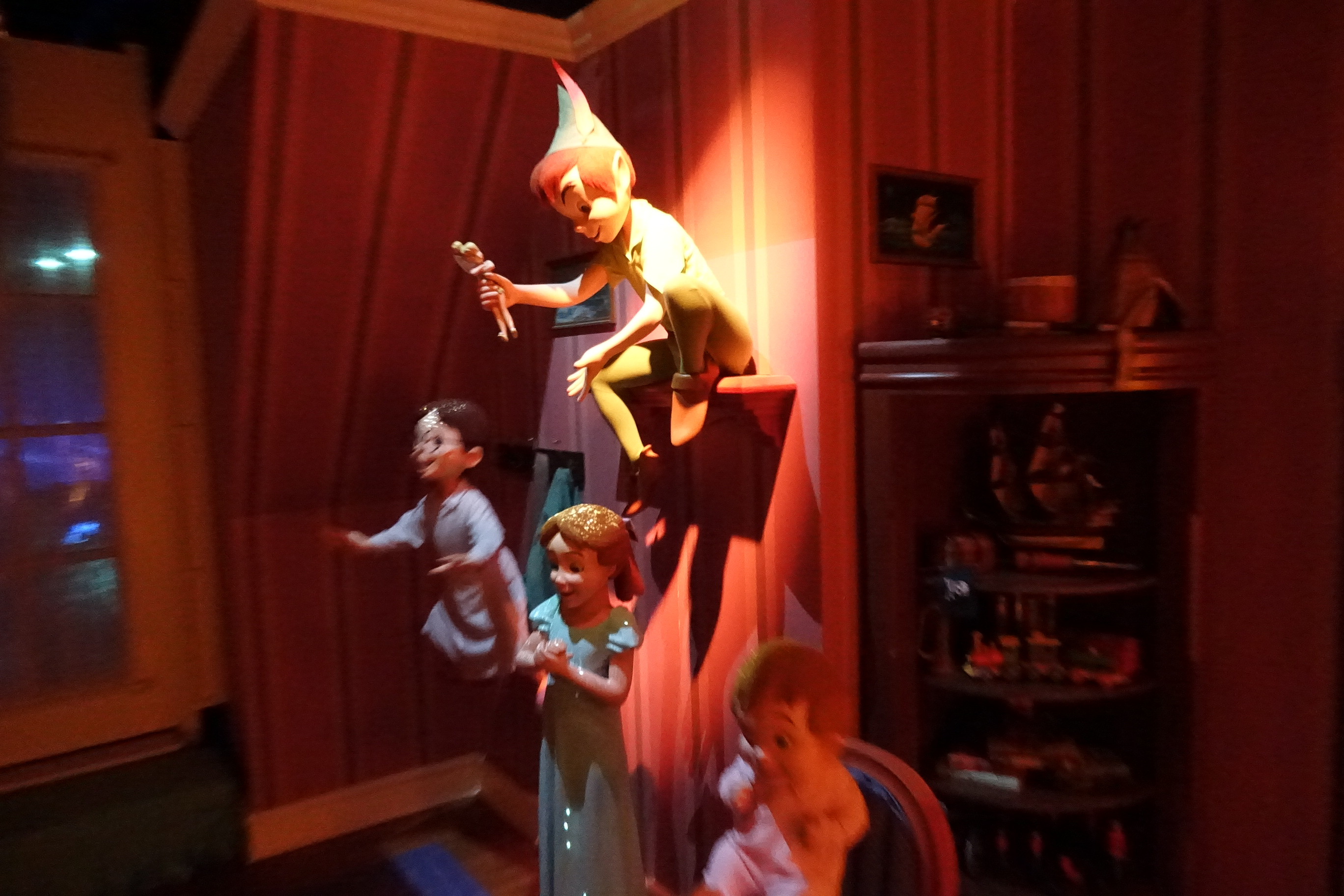
Peter Pan laat de kinderen zweven.
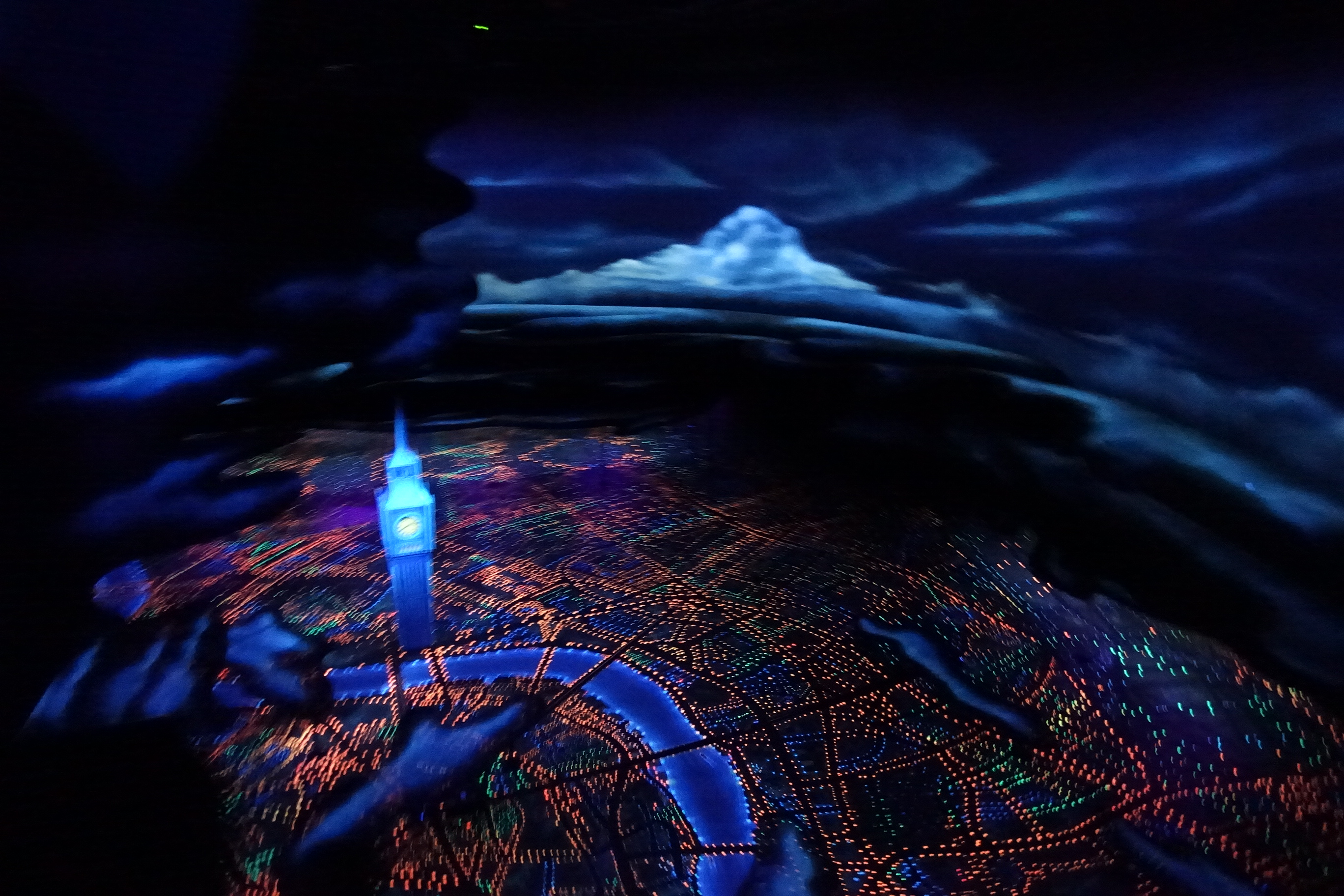
Vlucht over Londen.
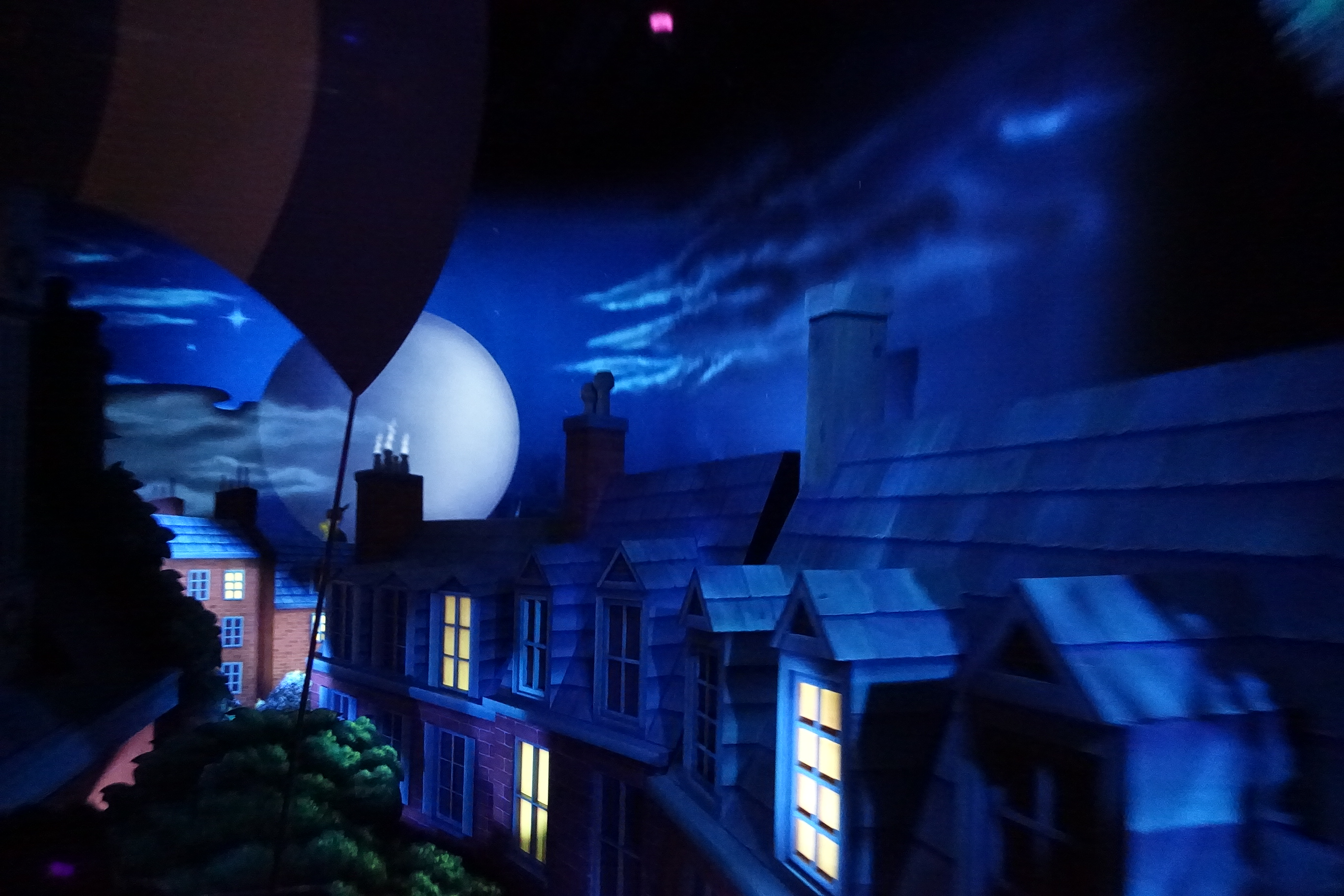
Close-up van huizenblok.
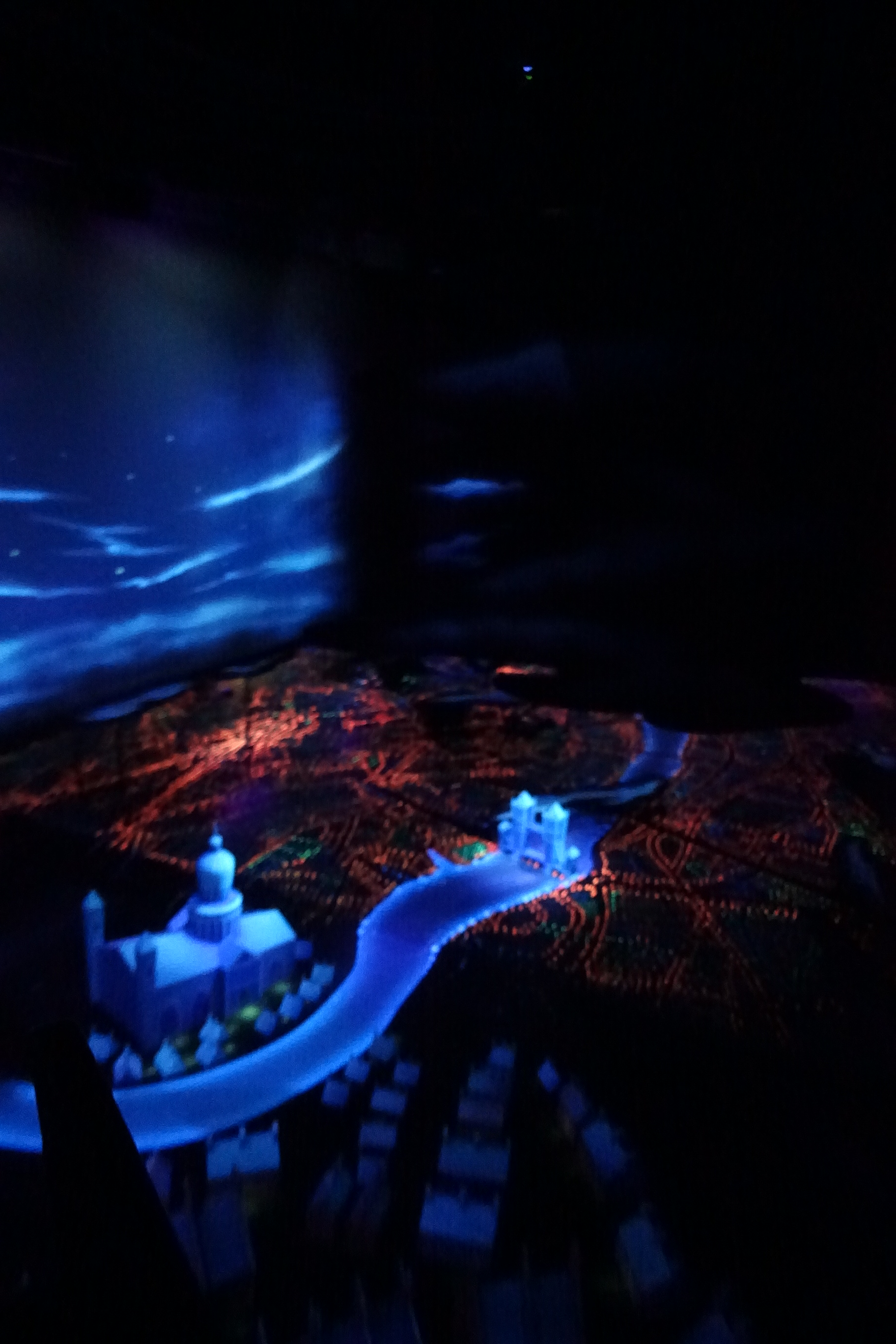
Vlucht over Londen.
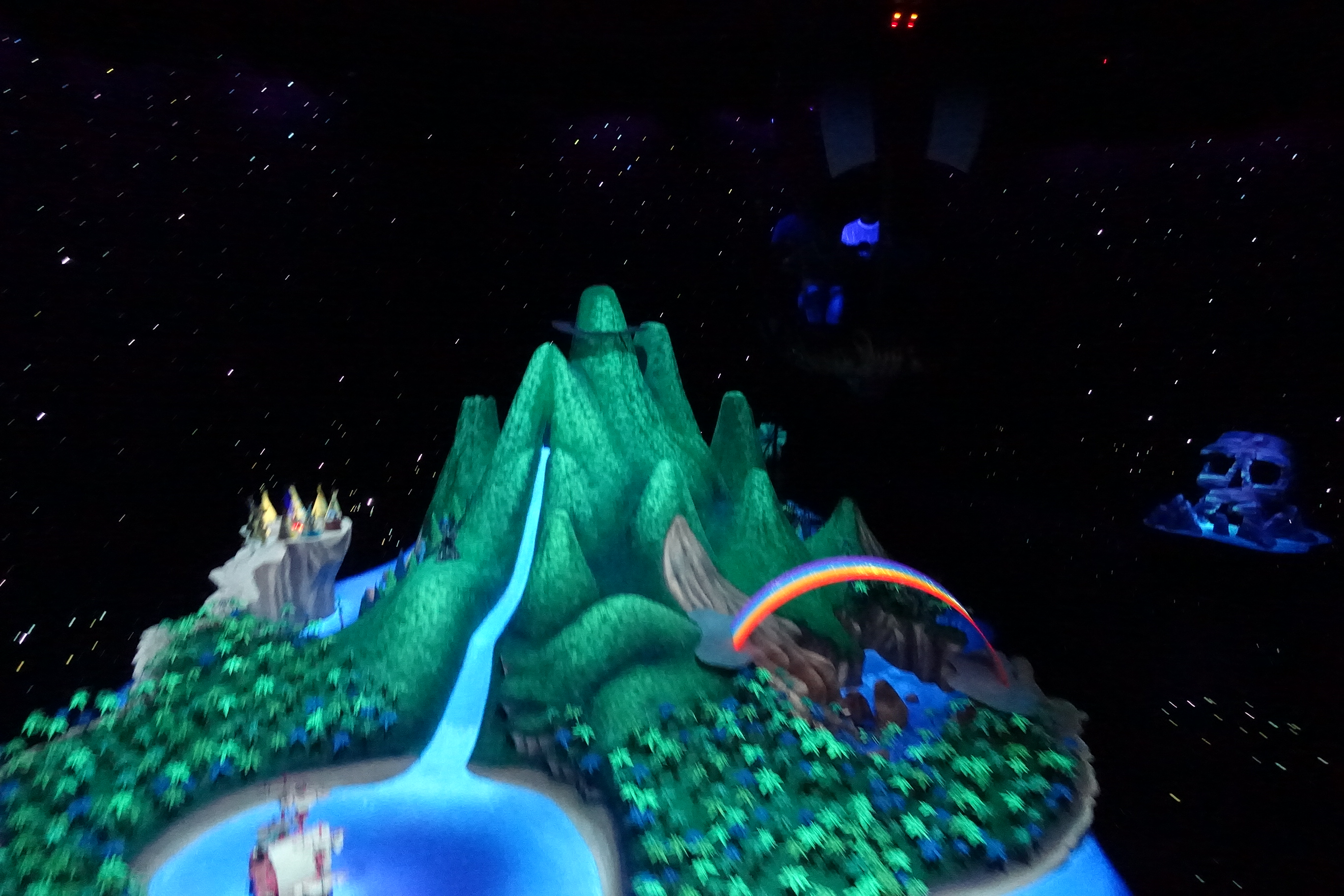
Zicht op Neverland.
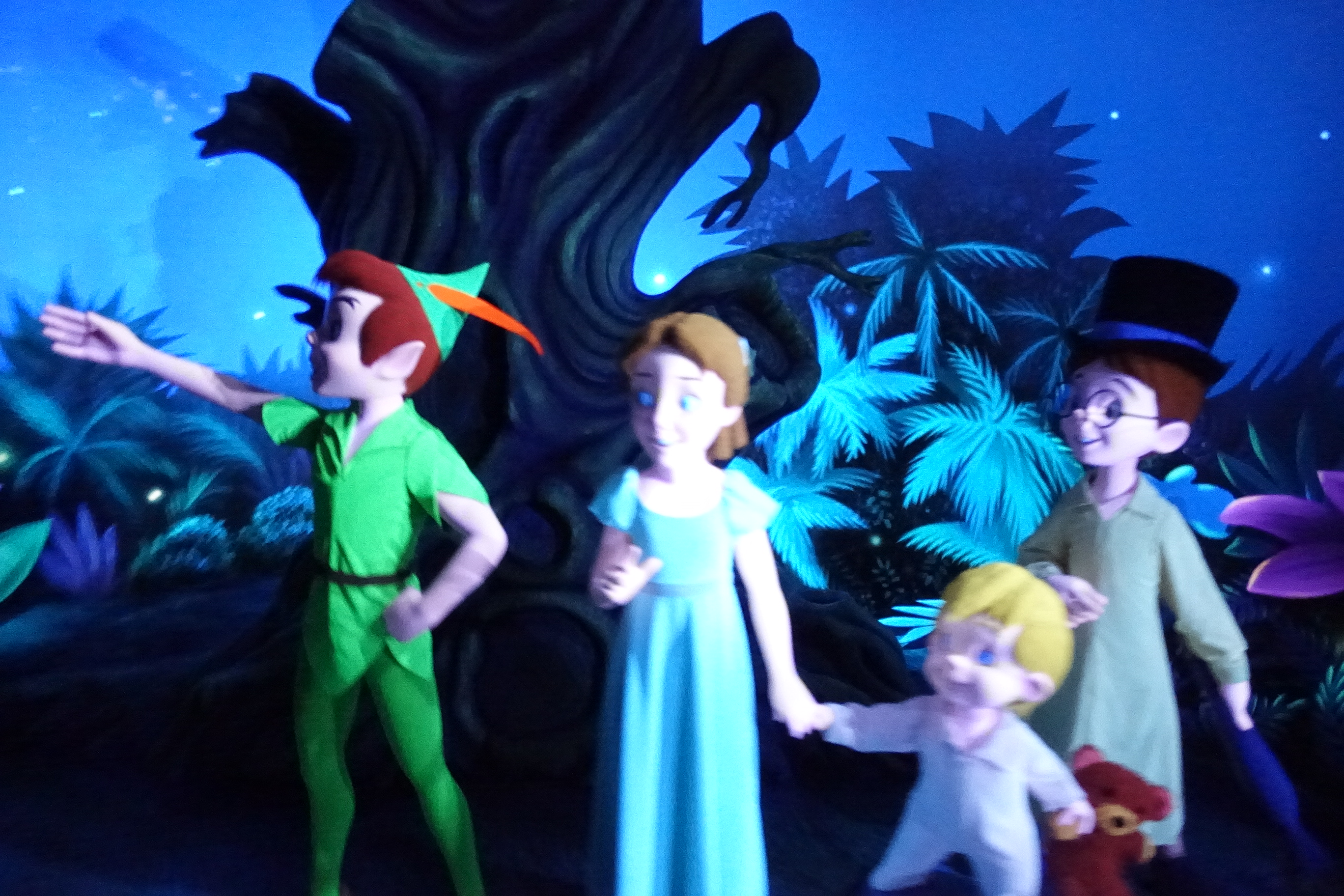
Laatste scène.

## Locaties

### Disneyland Park (Anaheim)
De darkride opende 17 juli 1955 tegelijk met de rest van het park. Het exterieur van de attractie had een middeleeuws thema en de wachtrij was volledig in de open lucht. De voertuigen waren van het begin af aan al gondels die plaats boden aan twee personen. Op 25 mei 1983 opende de vernieuwde attractie. Tijdens deze renovatie werden de statische poppen vervangen voor animatronics en werden er nieuwe gondels geïntroduceerd die plaats boden aan meer bezoekers. In 2015 sloot de attractie een aantal maanden voor een grote renovatie, hierbij werden er een aantal speciale effecten aan de rit toegevoegd en een aantal animatronics toegevoegd.

Het transportsysteem van de attractie is gebouwd door de Cleveland Tram Rail Company.

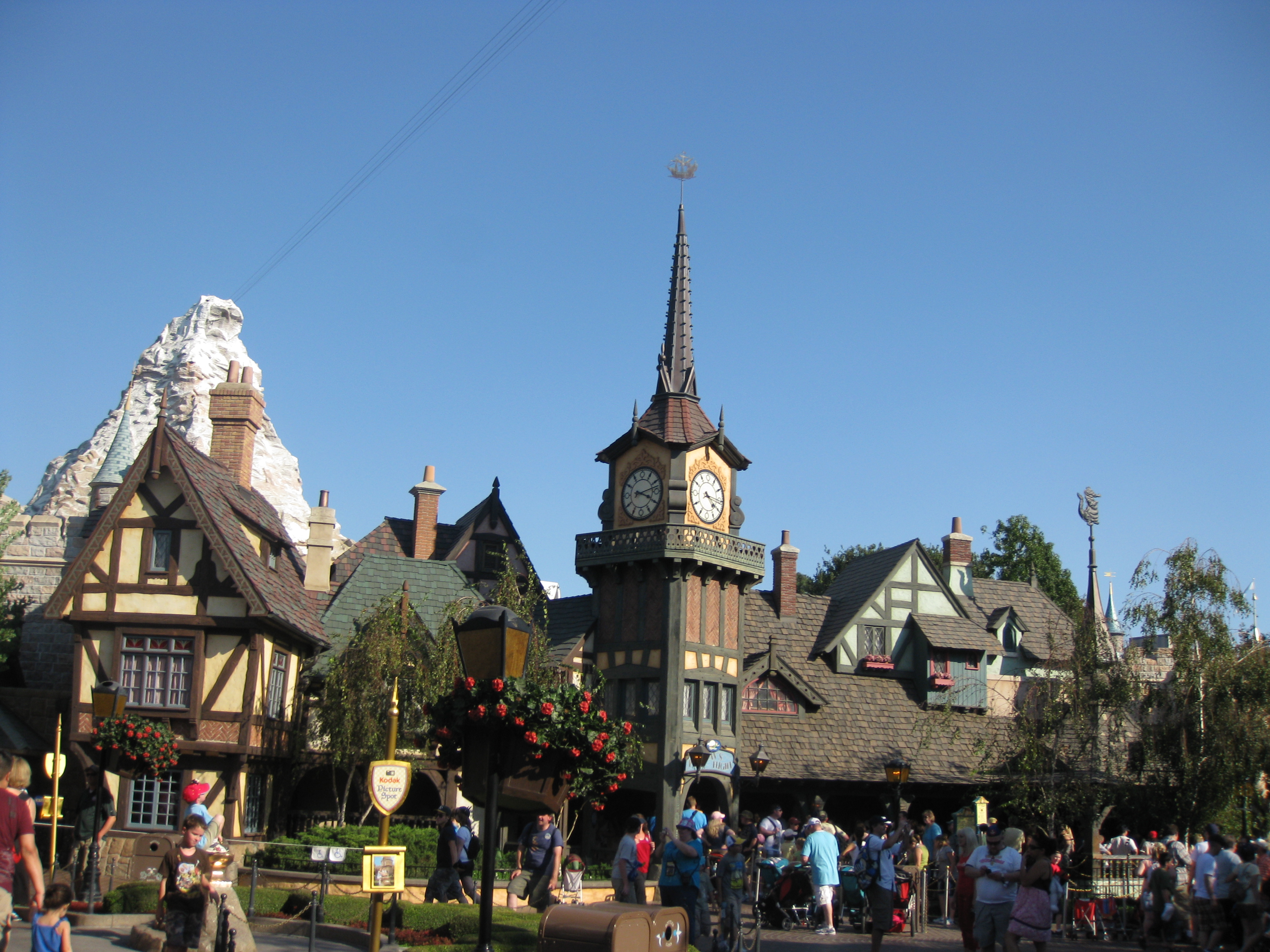
Exterieur
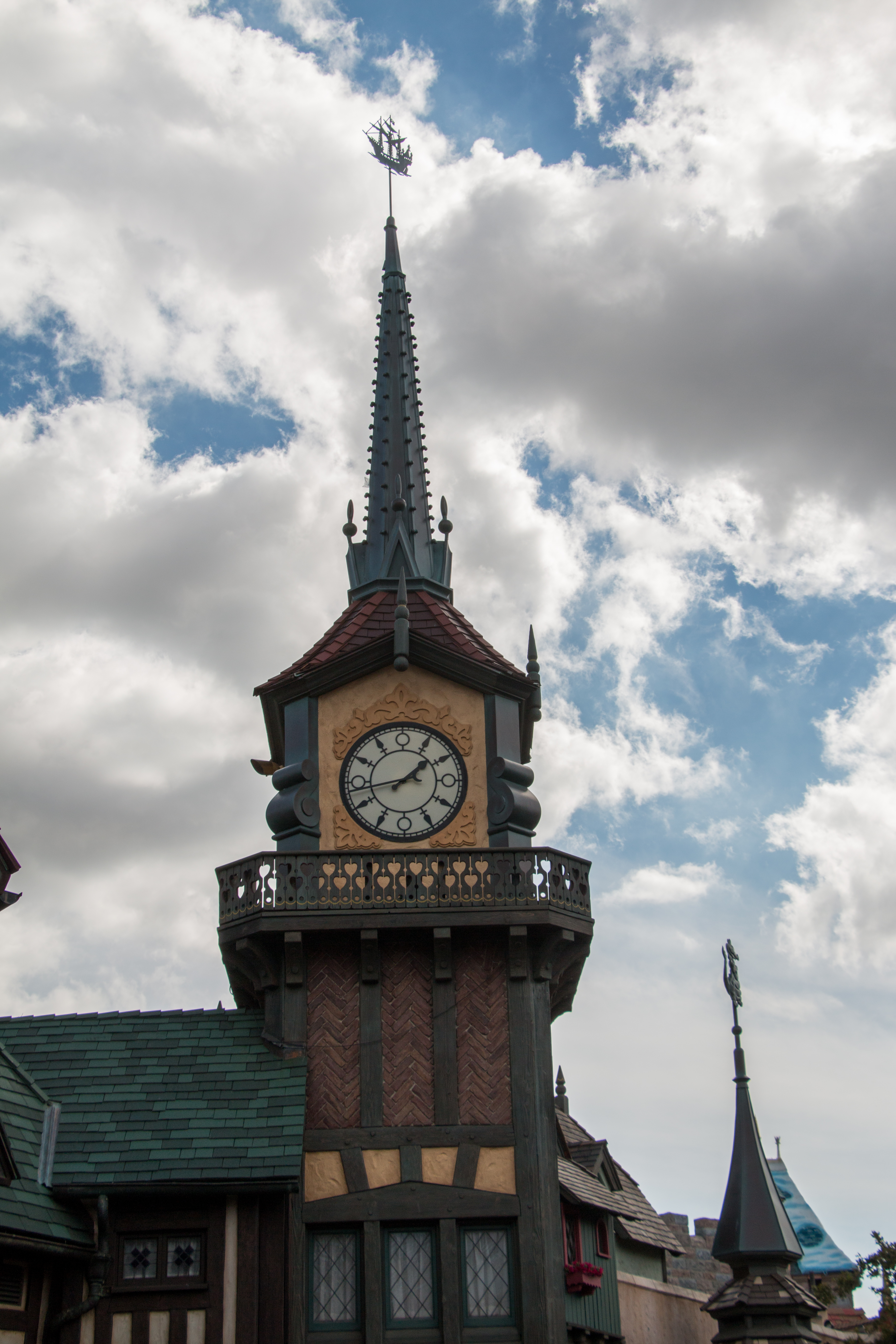
Close-up van de klokkentoren boven de entree.

### Magic Kingdom
Peter Pan's Flight is het Magic Kingdom opende op 1 oktober 1971 tegelijk met de rest van het park. Het exterieur van de attractie is gedecoreerd naar een circus thema. Het station van de attractie is een station met loopbanden, waardoor de capaciteit van de attractie verhoogd is. De gondels hoeven niet stilgezet te worden om bezoekers in en uit te laten stappen. Het transportsysteem is gebouwd door het bedrijf Arrow Development.

De attractie heeft een wachtrij voor bezitters van de FastPass.

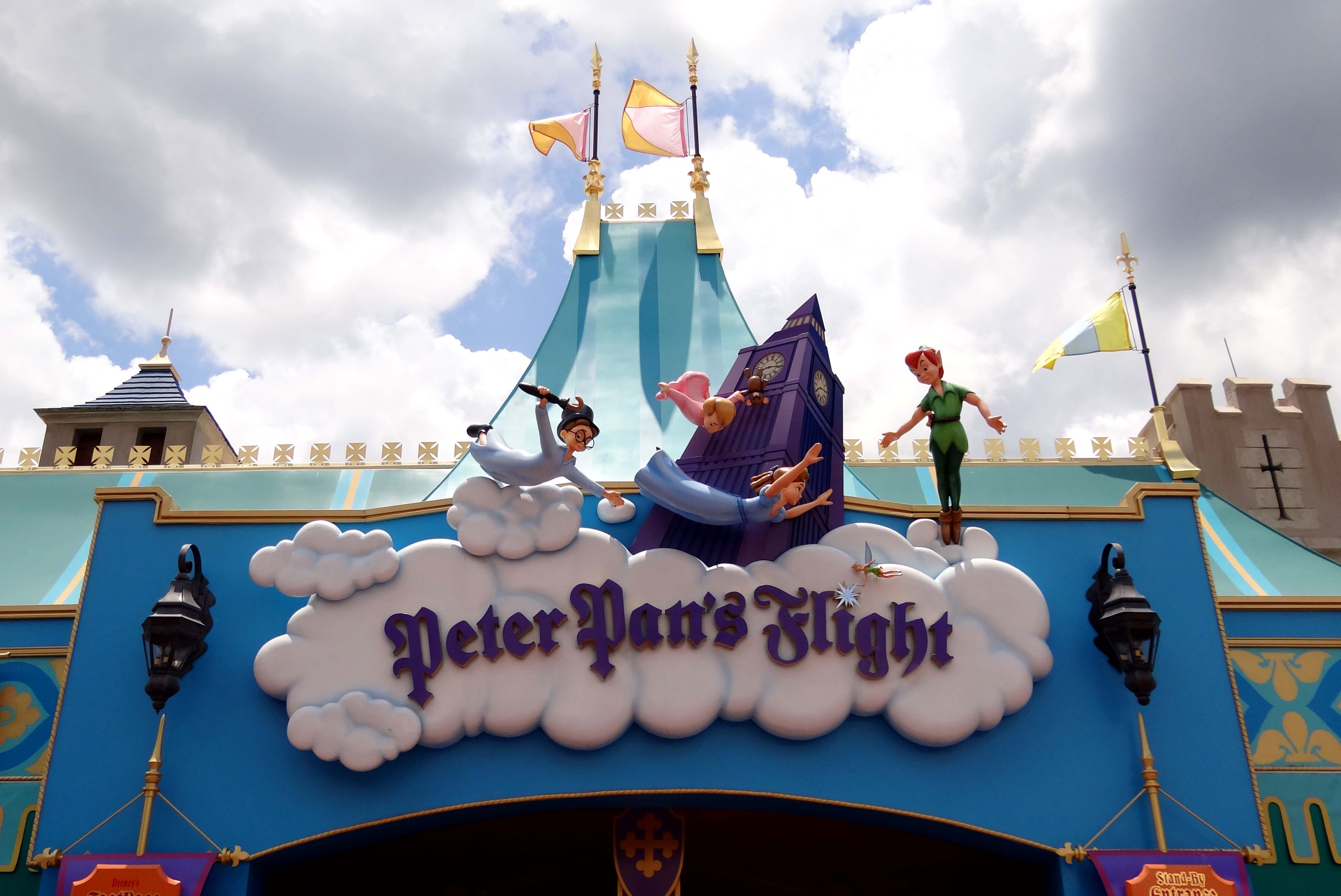
Entree
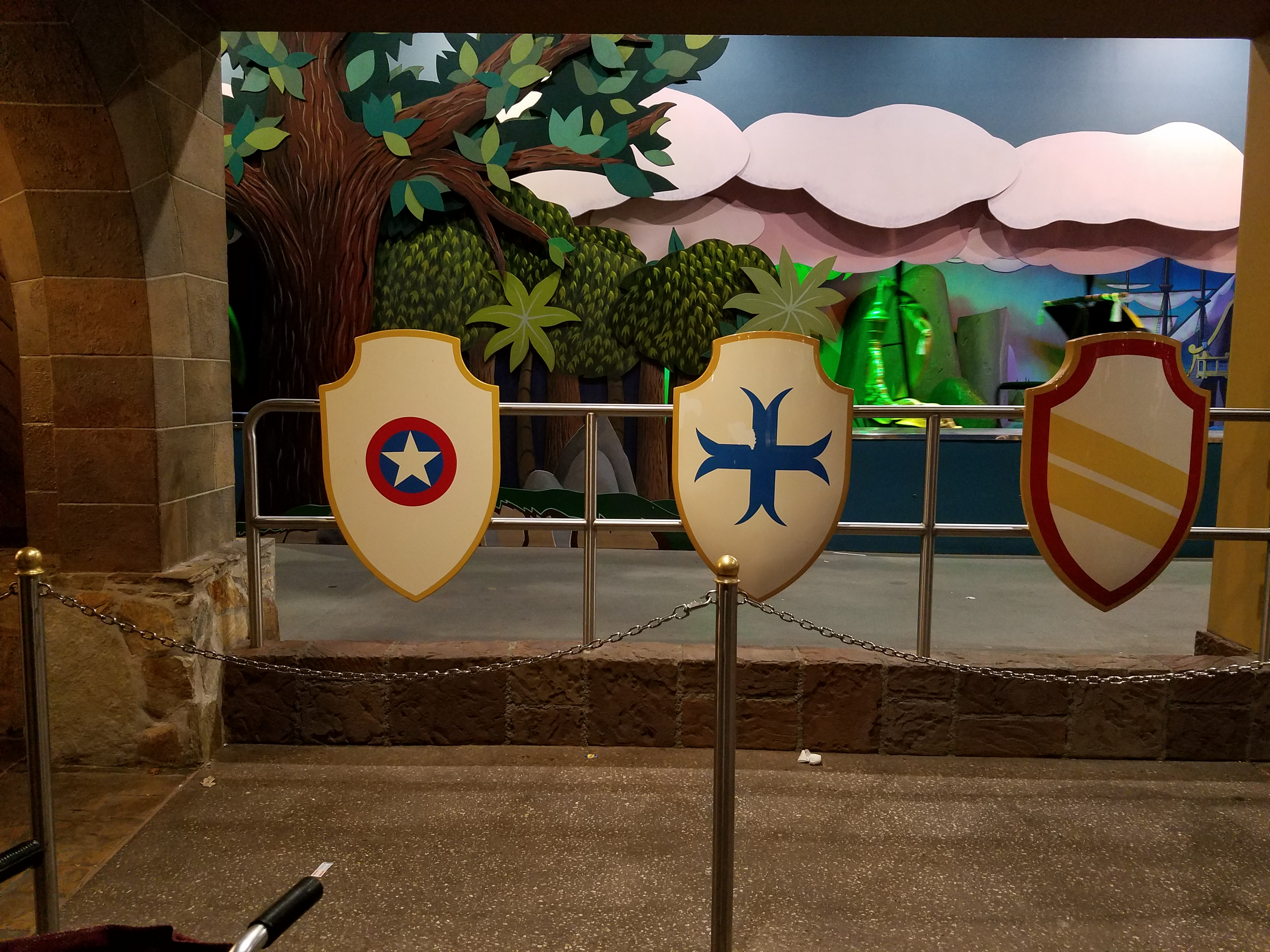
Decoratie in de wachtruimte.

### Tokyo Disneyland
De darkride in Tokyo Disneyland opende op 15 april 1983 tegelijk met de rest van het park. De voorgevel van de attractie is gedecoreerd naar een circus thema zoals in het Magic Kingdom. Ook qua opzet is de attractie vrijwel identiek aan die van de versie in het Magic Kingdom. Het station is ook een station met loopbanden.
In 2016 heeft de attractie een renovatie ondergaan, waarbij er digitale speciale effecten toegevoegd zijn aan de rit.

De attractie heeft een wachtrij voor bezitters van de FastPass.

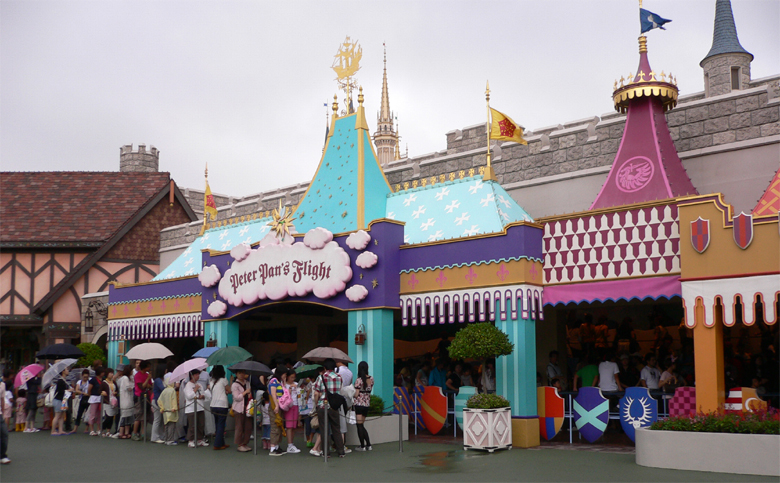
Entree

### Disneyland Park (Parijs)
Peter Pan's Flight in het Disneyland Park in Parijs opende op 12 april 1992 tegelijk met de rest van het park. Het exterieur van de attractie is vrijwel identiek aan die van het Disneyland Park in Anaheim. De voorgevel is gedecoreerd naar een middeleeuws dorp. De attractie is afkomstig van de fabrikant Intamin. In totaal heeft de darkride zestien gondels. De attractie heeft een wachtrij voor bezitters van de FastPass. Een rit in de darkride duurt 2:30 minuten en per gondel is plaats voor maximaal zes personen.
In 2016 heeft de darkride een renovatie gehad, waarbij onder andere de verlichting vervangen is en er videoprojecties aan de attractie toegevoegd zijn.

### Shanghai Disneyland
De attractie opende 16 juni 2016 tegelijk met de rest van het attractiepark. De attractie maakt gebruik van moderne technieken wat betreft speciale effecten zoals digitale effecten. Ook hebben de gondels gedurende de rit niet een constante snelheid. De darkride zijn exterieur is net zoals de versie in Anaheim en Parijs gedecoreerd naar een middeleeuws thema.

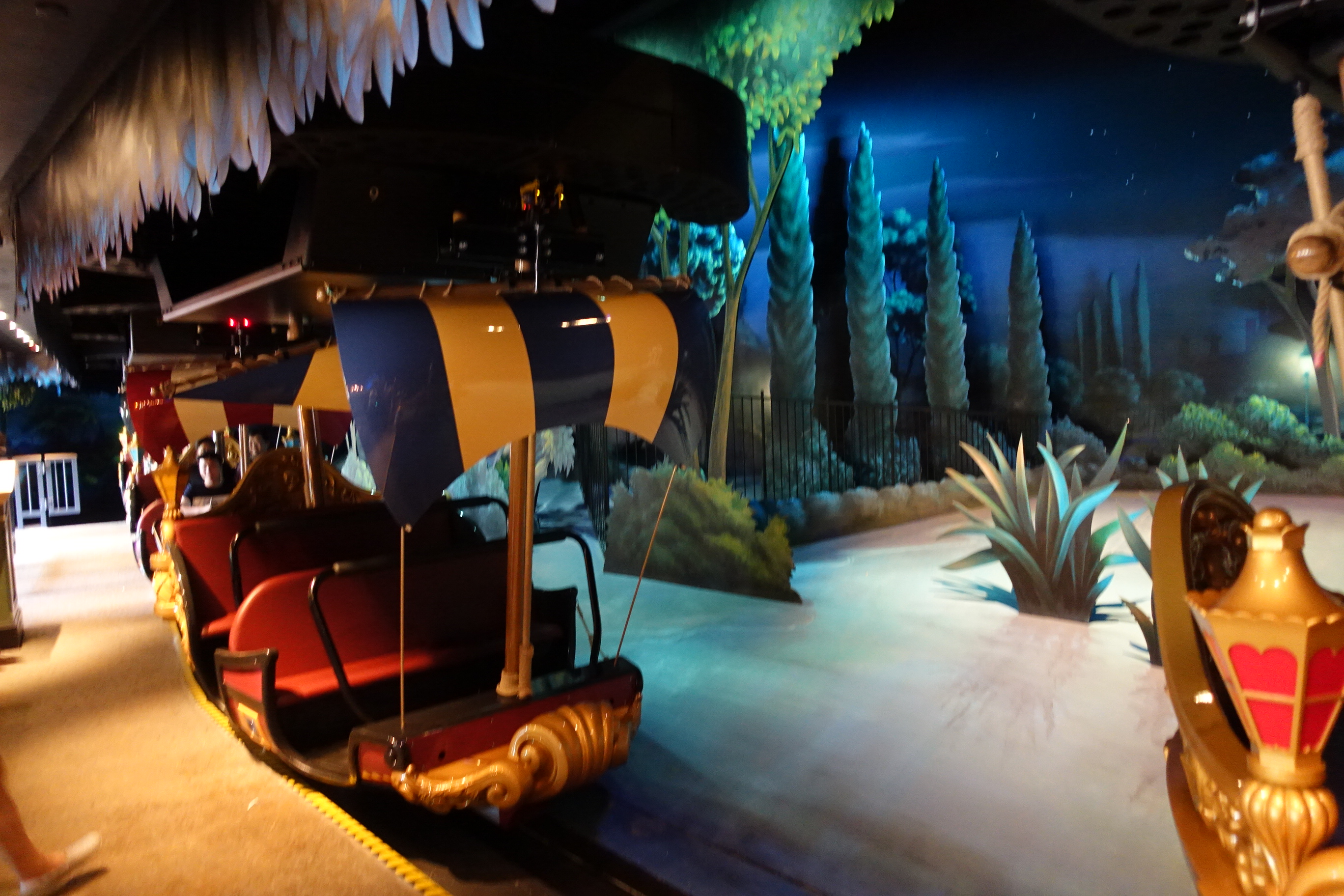
Station
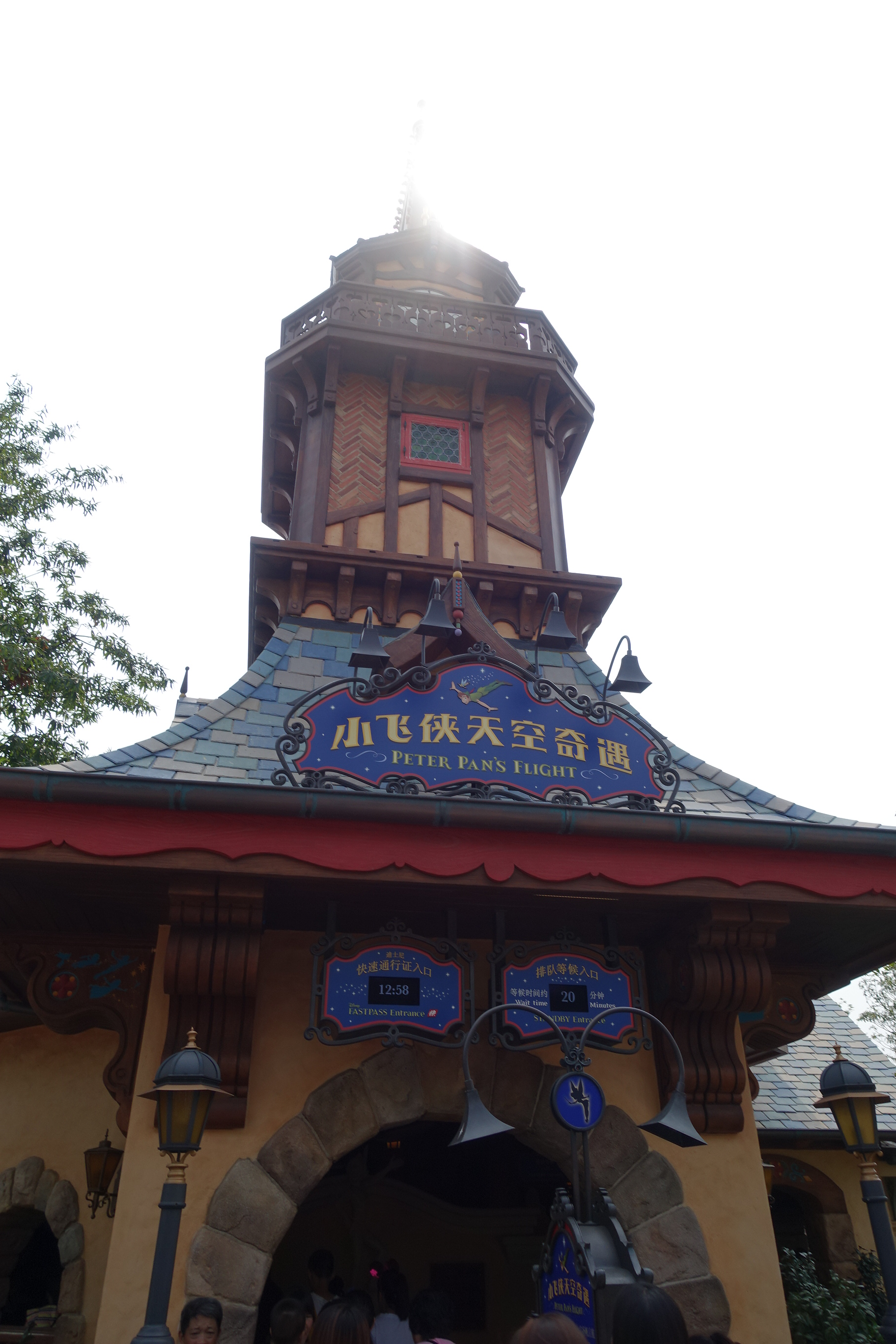
Entree
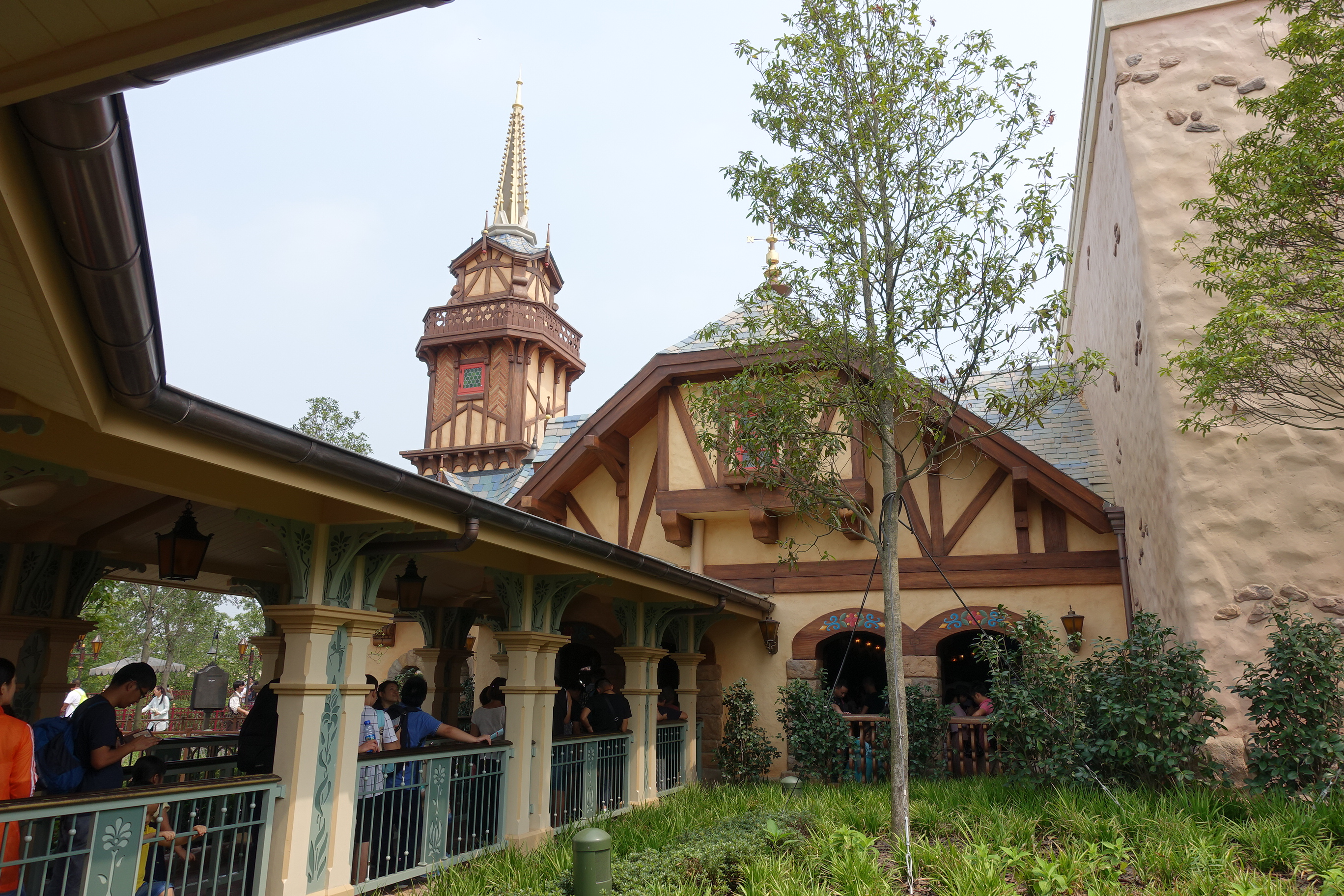
Wachtrij
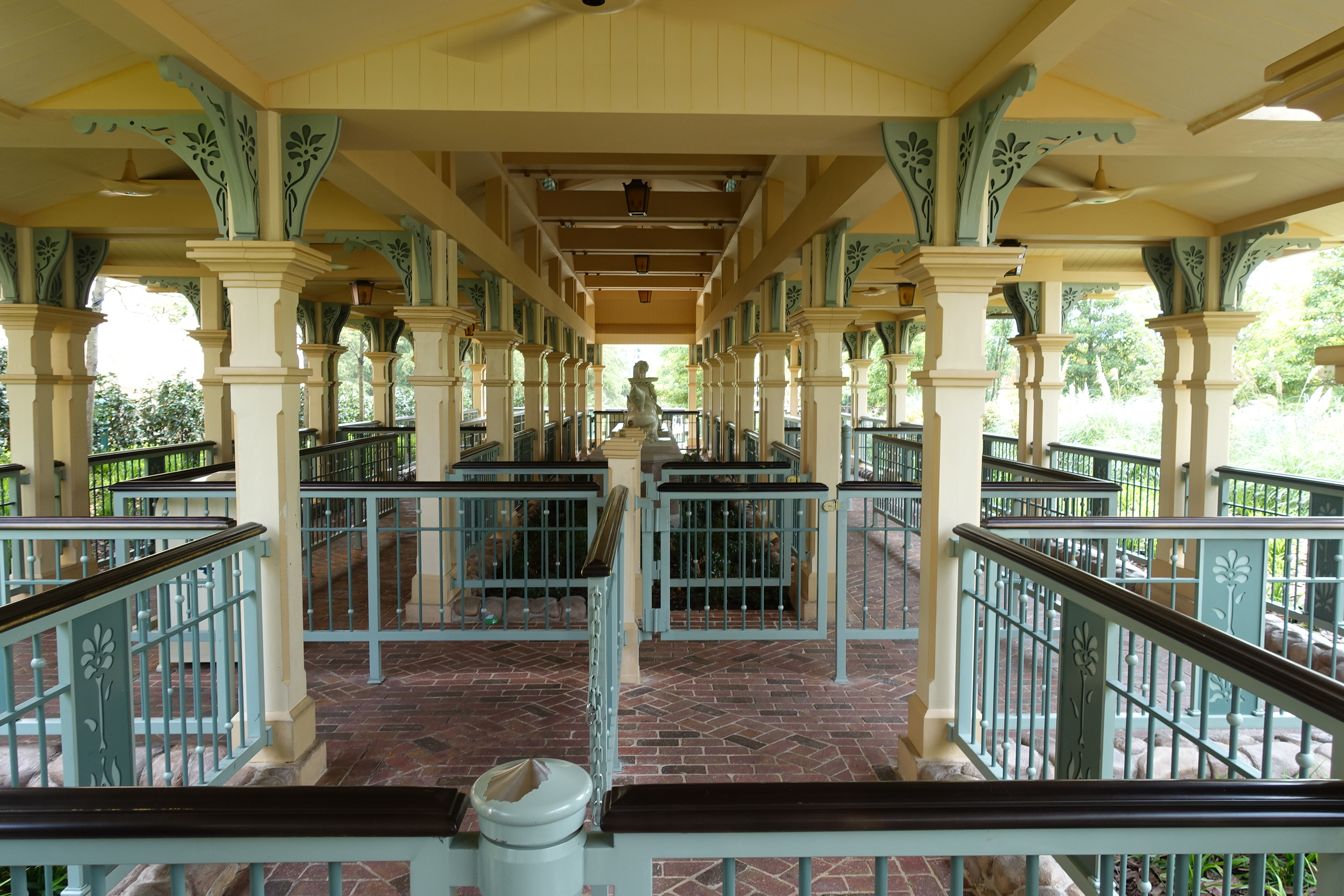
Wachtruimte

Disneyland Resort · Lijst van attracties in Disneyland Park · Sleeping Beauty Castle · afbeeldingen
Walt Disney World Resort · Cinderella Castle · Lijst van attracties in Magic Kingdom · Afbeeldingen
Tokyo Disney Resort · Lijst van attracties in Tokyo Disneyland · Cinderella Castle · afbeeldingen
Disneyland Paris · Lijst van attracties in Disneyland Park · Le Château de la Belle au Bois Dormant · afbeeldingen
Shanghai Disney Resort · Lijst van attracties in Shanghai Disneyland